# I Am the Walrus
"I Am the Walrus" là ca khúc năm 1967 của The Beatles, được sáng tác bởi John Lennon song vẫn được ghi chung cho Lennon-McCartney. Ca khúc này nằm trong bộ phim năm 1967 của nhóm, rồi sau đó được đưa vào bản EP-kép cùng năm Magical Mystery Tour tại Anh, và trong bản LP cùng tên tại Mỹ. "I Am the Walrus" được phát hành dưới dạng đĩa đơn và là mặt B cho ca khúc "Hello, Goodbye". Khi bản EP cũng như đĩa đơn cùng đứng ở 2 vị trí cao nhất ở Anh vào tháng 12 năm 1967, ca khúc này có một vị trí đặc biệt khi cùng được xếp hạng lần lượt ở cả vị trí số 1 lẫn số 2.

## Thành phần tham gia sản xuất
- John Lennon – hát chính, piano điện, mellotron.
- Paul McCartney – bass, sắc-xô, hát nền.
- George Harrison – guitar điện, hát nền.
- Ringo Starr – trống.
- Dàn nhạc hòa âm và điều khiển bởi George Martin.
- Các nhạc sĩ khách mời – dàn dây, bộ hơi và bộ gõ.
- Mike Sammes – hát nền.
- Geoff Emerick và Ken Scott – kỹ thuật viên âm thanh.
- Chỉnh âm bởi Geoff Emerick và John Lennon.